# Língua shebayo
O shebayo (supaye, sapoyo, sapaye, salvaio) é uma língua extinta da família linguística arawak falada na Trinidad.

## Vocabulário
As 16 palavras shebayo coletadas por Laet no fim do século XVI (Goeje 1939: 4-5, 117-118, Taylor 1977: 15-16) (em Ramirez 2019: 648):
| Português | Shebayo            | Comparações                                                                         |
| --------- | ------------------ | ----------------------------------------------------------------------------------- |
| cabeça    | wa-kewij-rrij      | < arawak: aroaqui -kɨu-ʃi, etc.                                                     |
| orelha    | wa-kenoe-(l)i      | < arawak: aroaqui -kenoi-ʃi                                                         |
| olho      | noejerri(i)        | guinau n-awiʃi, wapixana/aroaqui -awi-nɨ                                            |
| nariz     | wa-siba-li / wa-si | < arawak: aroaqui wa-itʃiba                                                         |
| boca      | darrimai-li        | karib mta-rɨ / ndarɨ, mapoyo ndari (?), baré -darebi “lábio”                        |
| dente     | wa-dakoe-li        | < arawak: wapixana/aroaqui -dakʊ                                                    |
| pé        | wa-kehi-rri        | < arawak: wapixana -kedʒi, manao -kii                                               |
| perna     | wa-tabaje          | < arawak: wapixana -tabaʔɨ                                                          |
| sol       | wekoelije          | Proto-Japurá-Colômbia *whekʊ “dia”                                                  |
| lua       | kizi-rre           | < arawak: mawayana/bahuana kɨɻɨ                                                     |
| árvore    | ata-li             | < arawak: wapixana, etc. ata                                                        |
| pai       | heja               |                                                                                     |
| mãe       | hamma              | arawak (parawana, wirina), etc.                                                     |
| flecha    | hewerri            | wapixana beiri                                                                      |
| arco      | hoerapa-lii        | kari’na/pemon-kapon urapa / ɨrapa-rɨ, tupi-guarani wɨrapar-a, manao/parawana kurapa |
| urucu     | anoto              | < karib: cumanacoto/chaima anoto; inglês guianense annatto, espanhol onoto          |